# Passer (gereedschap)

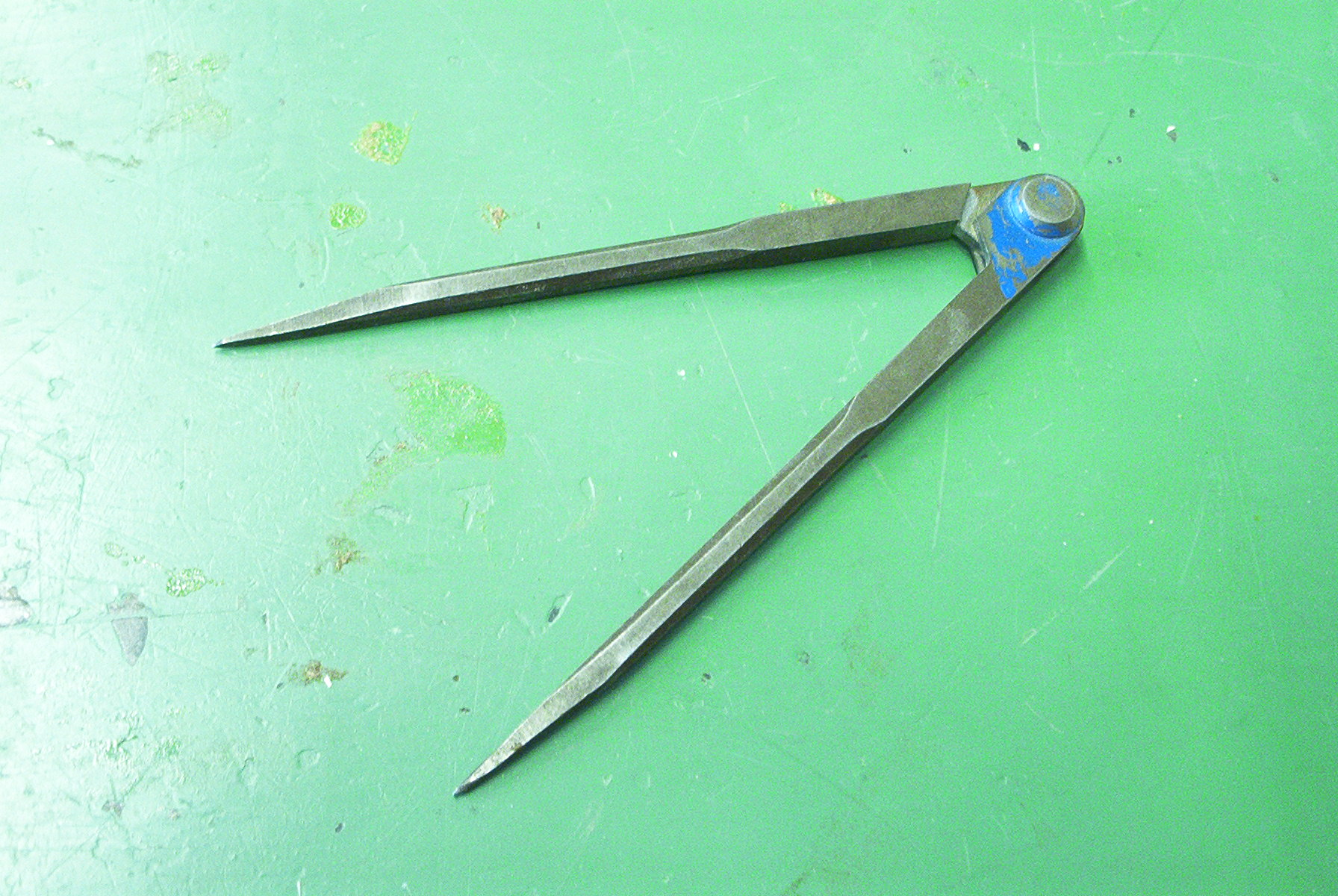
Steekpasser

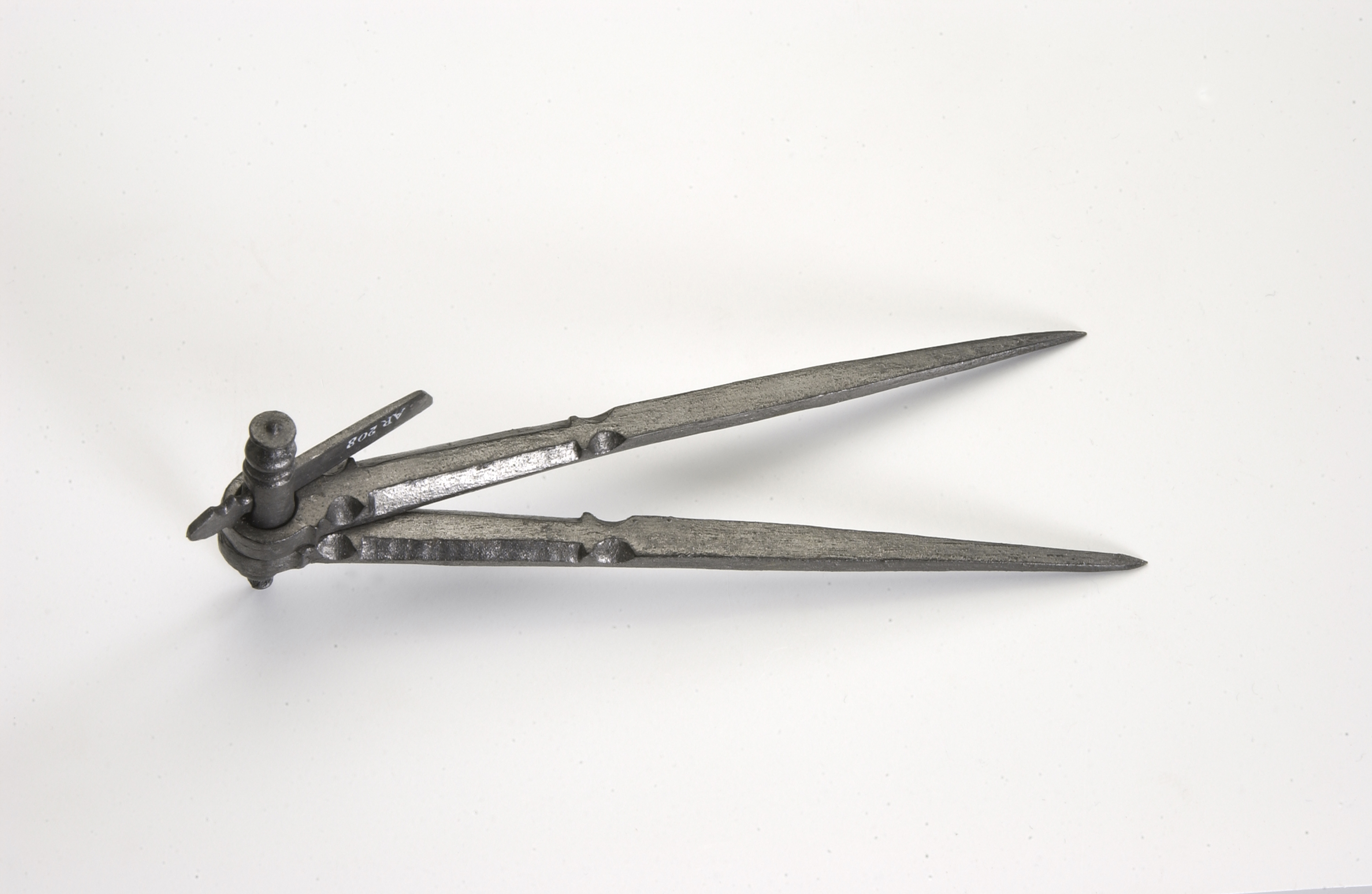
Vierdelige ijzeren passer uit de Romeinse tijd (50-270 AD)

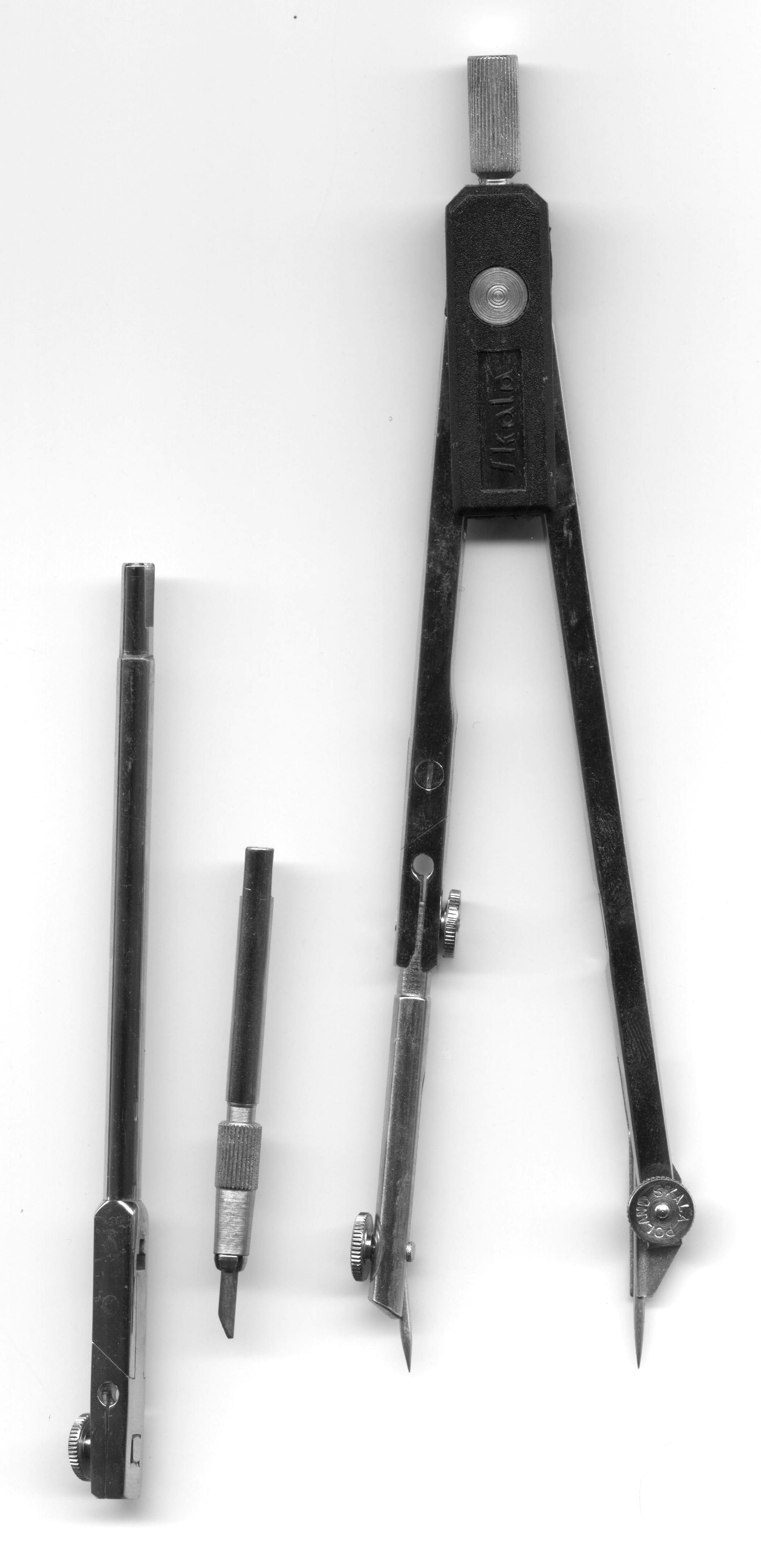
Gewone passer

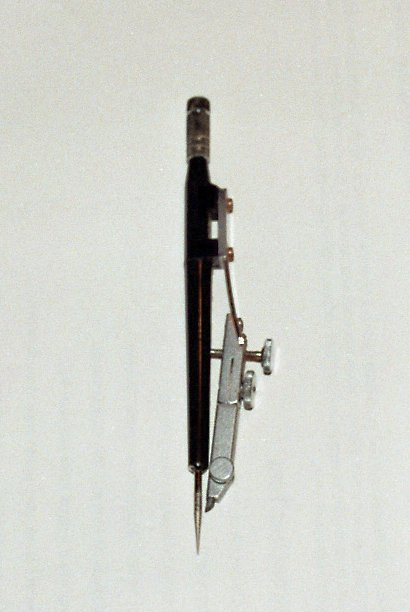
Valpasser

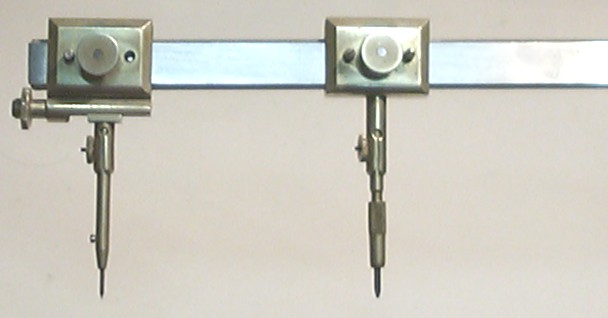
Stokpasser

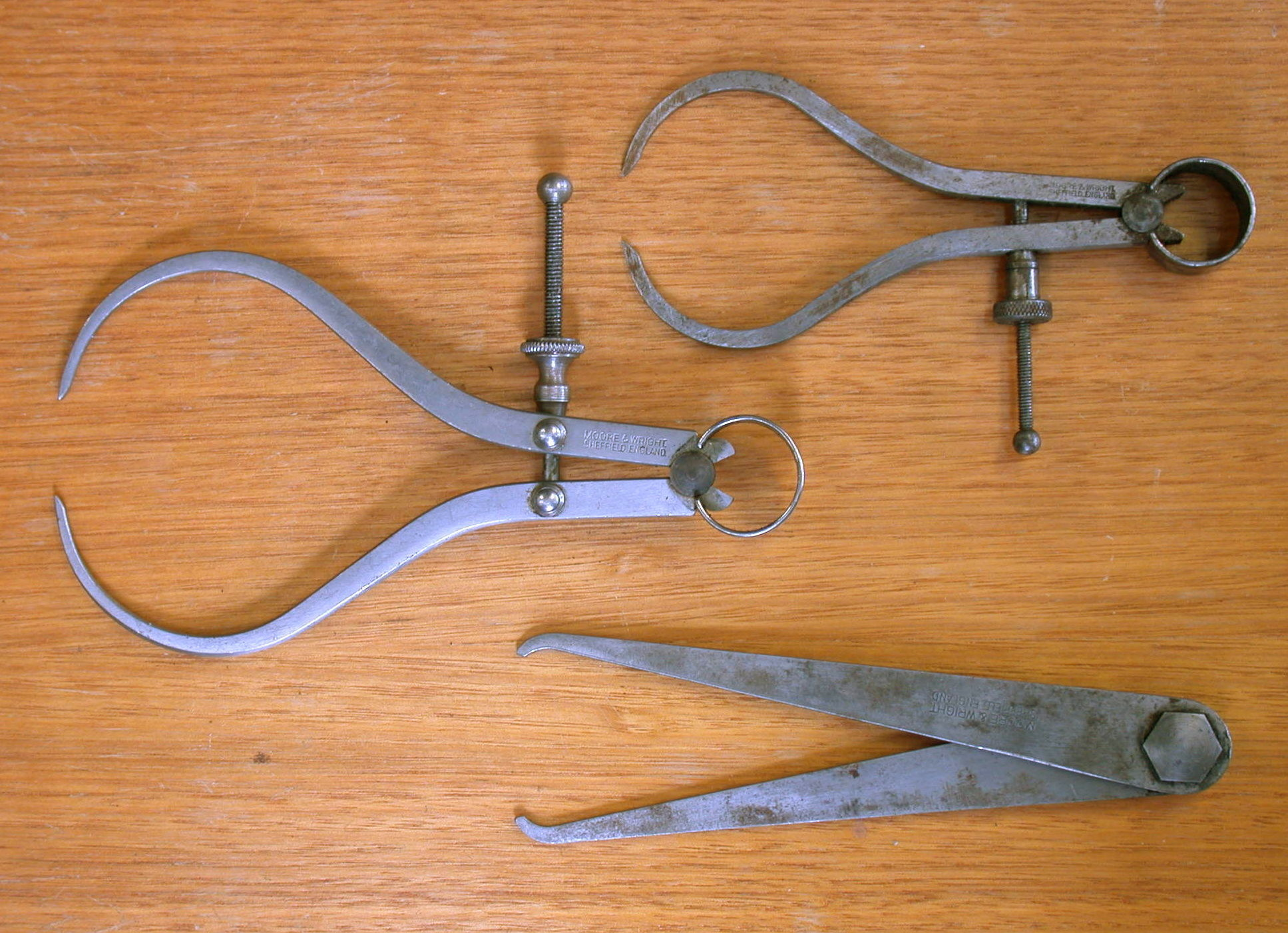
Twee krompassers, één voetjespasser.

Een passer is een meetinstrument waarmee een (kleine) afstand vastgezet en elders afgepast kan worden.
De bekendste vorm van de passer is die waarmee cirkels en cirkelbogen getekend kunnen worden. In werkplaatsen worden steekpassers en krompassers gebruikt om maten van tekeningen of modellen naar werkstukken over te nemen. De steekpasser wordt ook als navigatiehulpmiddel gebruikt om afstanden op zeekaarten af te passen.
De passer werd al gebruikt rond 1000 v.Chr. Dit is zichtbaar op aardewerk uit die tijd dat in Griekenland opgegraven is. Hierop werden cirkels getrokken ter decoratie, met behulp van een passer. Het gaatje van de passerpunt is duidelijk zichtbaar.

## Kenmerken
De meeste passers zijn van metaal gemaakt en bestaan uit ten minste twee delen van gelijke lengte (benen genoemd) die door middel van een scharnier aan de bovenzijde met elkaar zijn verbonden. Meestal bevindt zich onderaan bij één been een pin en bij het andere been een potloodstift. Soms is in plaats daarvan een houder voor een tekenpen of een klemring voor een willekeurige pen, stift of potlood gemonteerd. Sommige kunststoffen passers voor kinderen hebben iets vergelijkbaars. Nauwkeurige exemplaren hebben tussen beide benen een versteller, een as die bestaat uit een of twee delen met schroefdraad, waarmee de afstand tussen de uiteinden ingesteld kan worden. Bij een versteller met twee schroefdraaddelen heeft het ene deel linkse en het andere deel rechtse draad. Hierdoor bewegen de beide moeren zich bij een draaibeweging in tegengestelde richting. Veel werkplaatspassers hebben een versteller aan één zijde. Kraspassers hebben twee scherpe einden waarmee de te tekenen cirkel in het oppervlak van het werkstuk gekrast kan worden.
Een speciale vorm van de tekenpasser is de valpasser, die voor technisch tekenen van kleine cirkels gebruikt wordt.

## Gebruik in degoniometrie

### Cirkels tekenen
Bij het tekenen van een cirkel worden de benen zo ver uit elkaar gebogen dat de afstand tussen de pin en de potloodstift (of de trekpen) gelijk is aan de straal van de te tekenen cirkel. Vervolgens wordt de pin op de plaats gedrukt waar het middelpunt van de cirkel in het papier moet komen. Daarna wordt de passer om de pin gedraaid. Omdat de afstand van de potloodstift tot de pin constant is, beschrijft de potloodstift een cirkelvormige baan rond het middelpunt.
Omdat dit voor heel kleine cirkels niet lukt (het potlood of de trekpen komt onvoldoende los van het oppervlak) wordt voor het tekenen van kleine cirkels een valpasser gebruikt. Bij een valpasser kan het scharnier over het been met de pin schuiven. De pin wordt in het oppervlak geplaatst en het andere been wordt daarop neergelaten, een keer om de pen heen gezwengeld en weer opgehaald. De valpasser wordt gebruikt bij cirkels van pakweg 0,8 tot 8 millimeter.

### Middelloodlijn
Met een passer kan de middelloodlijn tussen twee punten worden gevonden door vanuit ieder punt een cirkel te trekken met dezelfde straal; dit heet construeren. Deze straal kan een willekeurige straal zijn die groter is dan de helft van de afstand tussen de twee punten. De middelloodlijn loopt door de snijpunten van de cirkels.

### Bissectrice
De bissectrice van een hoek kan met behulp van een passer in twee stappen worden gevonden:
- eerst wordt de passer ingesteld op een willekeurige straal; de punt van de passer wordt op het hoekpunt geplaatst en de snijpunten van de cirkel en de beide lijnen worden gemarkeerd;
- hierna wordt de punt van de passer achtereenvolgens geplaatst op elk van de snijpunten en wordt een cirkelsegment getekend, ongeveer midden tussen de lijnen.

De bissectrice is de lijn vanuit het hoekpunt die door het snijpunt van de twee cirkelsegmenten loopt.

## Gebruik van de passer bij navigatie

### Afstand meten op de kaart
Hiervoor gebruikt men een passer zonder potlood of pen, maar met twee pinnen, een steekpasser. Door op de schaalverdeling van de (zee)kaart een bepaalde afstand tussen de punten van de passer te nemen kan de lengte van een route afgepast worden als een veelvoud van die afstand. Men doet dit door telkens de passer vanaf het volgende punt op de lijn te draaien en te tellen hoe vaak de passer wordt gedraaid.

## Gebruik van passers bij beeldhouwen
Passers worden traditioneel gebruikt door beeldhouwers om beeldhouwwerken te kopiëren in steen of hout. De passer wordt gebruikt om afstanden te meten tussen twee punten en om te vergroten. Dit zou ook met een duimstok, meetlat of rolmaat kunnen, maar het voordeel van passers is dat er geen getallen onthouden hoeven te worden.
Door elk punt in drie richtingen te meten kunnen hoogte, breedte en diepte van een punt bepaald worden. Door deze stappen te herhalen kunnen de belangrijkste maten van het beeld overgezet worden, bijvoorbeeld van een geboetseerd model naar een blok marmer. Voor afstanden gebruikt de beeldhouwer een steekpasser, voor omvangsmaten een krompasser.

## Symbolisch gebruik
De passer is als symbool in gebruik in onder andere het wapen en de vlag van de Duitse Democratische Republiek en in de vrijmetselarij.